# Jason Schwartzman

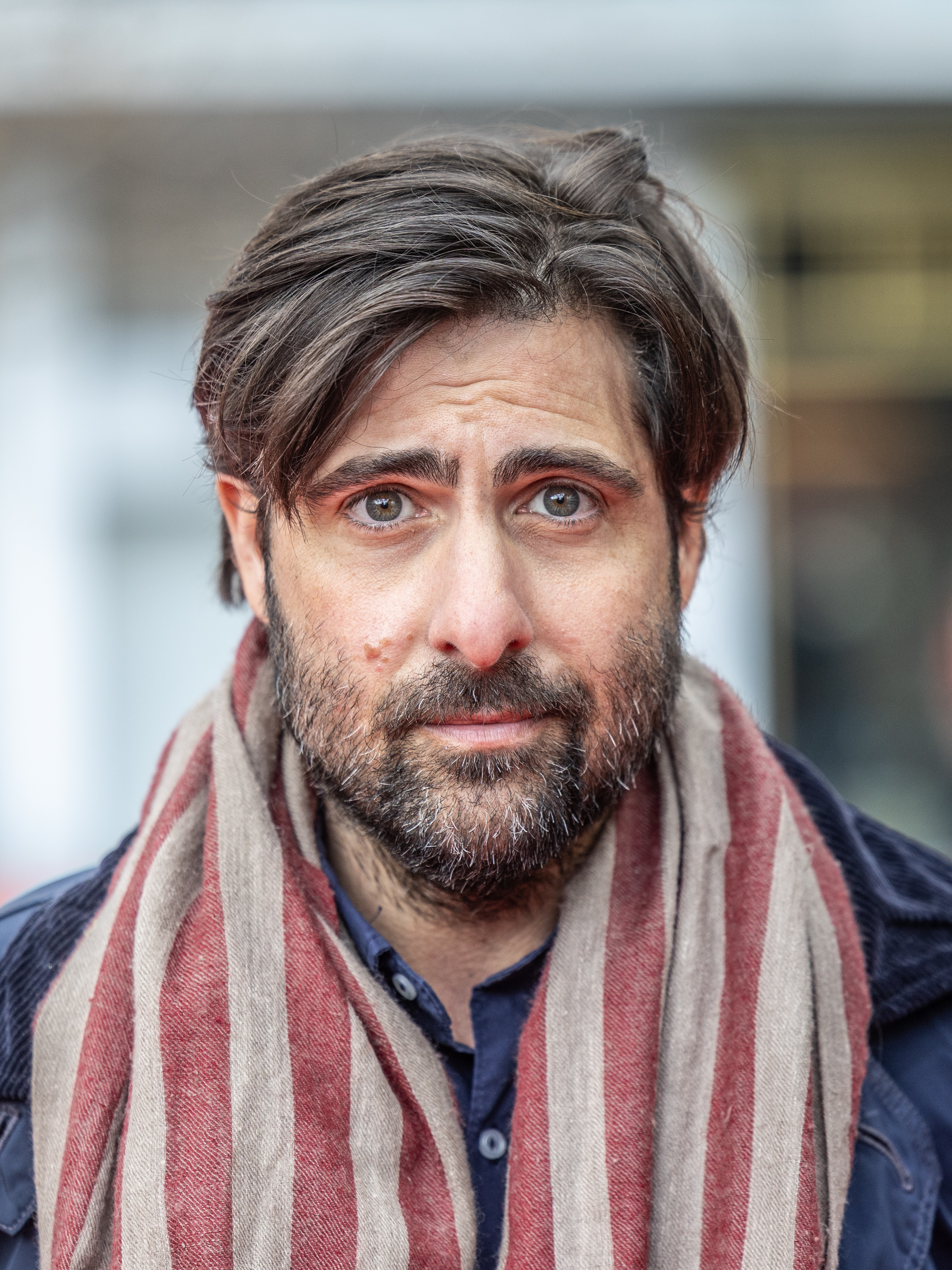
Jason Schwartzman (2024)

Jason Francesco Schwartzman (* 26. Juni 1980 in Los Angeles, Kalifornien) ist ein US-amerikanischer Musiker und Filmschauspieler. Unter dem Namen Coconut Records veröffentlichte er Indie-Popmusik.

## Leben
Jason Schwartzman wurde 1980 als erstes Kind des Filmproduzenten Jack Schwartzman (Sag niemals nie) und der preisgekrönten Schauspielerin Talia Shire geboren. Zu seiner Familie zählen außerdem sein Bruder Robert Schwartzman und seine Halbgeschwister Matthew Shire, John Schwartzman und Stephanie Schwartzman (Ausstatterin für Edward mit den Scherenhänden u. a.). Zu seinen Verwandten gehören Oscar-Preisträger wie Nicolas Cage, Francis Ford Coppola und Sofia Coppola. Bereits im Alter von zehn Jahren entdeckte Schwartzman sein Interesse für den Film, als er in einem Ferienlager mit seinem Bruder Robert die Amateurfilme One Man One Reality und Back to the Future: Teen Wolf drehte. Doch als ihm seine Eltern im selben Jahr ein Schlagzeug schenkten, wollte er Musiker werden. Nach dem Tod seines Vaters gründete Schwartzman 1994 die Band Phantom Planet, die vier Jahre später ihr Debütalbum Phantom Planet Is Missing veröffentlichte und durch Gastauftritte in Serien wie Sabrina – Total Verhext! ihr Publikum fand.
Auf einer Party im Hause seines Onkels Francis Ford Coppola vermittelte Sofia Coppola ihren 16-jährigen Cousin an Wes Anderson, der einen geeigneten Hauptdarsteller für seinen Film Rushmore suchte: Anderson war von dem Jungen begeistert, Rushmore wurde 1998 ein Indie-Hit und seine Stars Bill Murray und Schwartzman mit Filmpreisen geehrt.
Nach Auftritten im Agentenfilm CQ (Cousin Roman Coppola führte Regie), der Teenie-Komödie Slackers und im Kultfilm Spun, produzierte Schwartzman mit Phantom Planet ihr zweites Album The Guest. Die Band ging auch als Vorgruppe für Incubus auf Tour. Nachdem er im August 2003 die Arbeit an I Heart Huckabees beendet hatte, erklärte Schwartzman nach neun Jahren seinen Ausstieg bei Phantom Planet, um sich schließlich ganz der Schauspielerei zu widmen: Er wurde durch Jeff Conrad ersetzt und erlebte den Durchbruch der Band nicht mehr mit, deren California als Titelsong der Erfolgsserie O.C., California zum Welthit wurde.
Im Frühjahr 2005 drehte er in Paris unter der Regie von Sofia Coppola Marie Antoinette, in dem er neben Kirsten Dunst als König Ludwig XVI. auftritt. Dunst sang für den Spider-Man 3-Soundtrack auch Summer Day gemeinsam mit Coconut Records, dem neuen Solo-Musikprojekt von Schwartzman. 2007 erschien sein Debütalbum Nighttiming auf seinem Label Young Baby Records. Auf dem Album wirkten Künstler wie Incubus, Kirsten Dunst und Zooey Deschanel mit. Der Titel West Coast wurde zudem 2013 für eine Eigenwerbungskampagne des ORF genutzt. Ab 2009 spielte er die Hauptrolle des „Jonathan Ames“ in der schwarzhumorigen Serie Bored to Death, wofür er auch das Titellied beisteuerte.
Schwartzman lebt mit der Mode-Designerin Brady Cunningham und den gemeinsamen Töchtern (* 2010 und 2014) in Los Angeles.

## Diskografie

### Alben
- Nighttiming (als Coconut Records, 2007)
- Davy (als Coconut Records, 2009)
- Goats (Soundtrack) (als Coconut Records, 2012)

### Singles
- Bored to Death (als Coconut Records, 2010)
- West Coast (als Coconut Records, 2013)

## Filmografie
- 1998: Rushmore (Regie: Wes Anderson)
- 2000: Voll daneben, voll im Leben (Freaks and Geeks, Fernsehserie, Folge Carded and Discarded)
- 2001: CQ (Regie: Roman Coppola)
- 2002: Slackers (Regie: Dewey Nicks)
- 2002: S1m0ne (Regie: Andrew Niccol)
- 2002: Spun (Regie: Jonas Åkerlund)
- 2004: I Heart Huckabees (Regie: David O. Russell)
- 2005: Verliebt in eine Hexe (Bewitched) (Regie: Nora Ephron)
- 2005: Per Anhalter durch die Galaxis (The Hitchhiker’s Guide to the Galaxy, Cameo) (Regie: Garth Jennings)
- 2005: Shopgirl (Regie: Anand Tucker)
- 2006: Marie Antoinette (Regie: Sofia Coppola)
- 2007: Hotel Chevalier (Kurzfilm) (Regie: Wes Anderson)
- 2007: Darjeeling Limited (The Darjeeling Limited) (Regie: Wes Anderson)
- 2007: Walk Hard: Die Dewey Cox Story (Regie: Jake Kasdan)
- 2008: The Marc Pease Experience (Regie: Todd Louiso)
- 2009: Wie das Leben so spielt (Funny People) (Regie: Judd Apatow)
- 2009: Der fantastische Mr. Fox (Fantastic Mr. Fox, Stimme) (Regie: Wes Anderson)
- 2009–2011: Bored to Death (Fernsehserie, 24 Folgen)
- 2010: Scott Pilgrim gegen den Rest der Welt (Scott Pilgrim vs. the World) (Regie: Edgar Wright)
- 2012: Moonrise Kingdom (Regie: Wes Anderson)
- 2012: Charlies Welt – Wirklich nichts ist wirklich (A Glimpse Inside the Mind of Charles Swan III) (Regie: Roman Coppola)
- 2013: Parks and Recreation (Fernsehserie, Gastrolle)
- 2013: Saving Mr. Banks (Regie: John Lee Hancock)
- 2014: Listen Up Philip (Regie: Alex Ross Perry)
- 2014: Grand Budapest Hotel (The Grand Budapest Hotel) (Regie: Wes Anderson)
- 2014: Big Eyes (Regie: Tim Burton)
- 2014: Mozart in the Jungle (Fernsehserie, Gastrolle)
- 2015: The Overnight (Regie: Patrick Brice)
- 2015: 7 Chinese Brothers (Regie: Bob Byington)
- 2015: A Very Murray Christmas
- 2017: The Polka King (Regie: Maya Forbes)
- 2019: Wine Country
- 2020: Mainstream (Regie: Gia Coppola)
- 2020: Fargo (Fernsehserie, 10 Folgen)
- 2021: The French Dispatch (Regie: Wes Anderson)
- 2023: Asteroid City (Regie: Wes Anderson)
- 2023: Spider-Man: Across the Spider-Verse (Stimme)
- 2023: Die Tribute von Panem – The Ballad of Songbirds and Snakes (The Hunger Games: The Ballad of Songbirds and Snakes)
- 2023: Quiz Lady
- 2023: Scott Pilgrim hebt ab (Scott Pilgrim Takes Off, Fernsehserie, Stimme)
- 2024: Between the Temples (Regie: Nathan Silver)
- 2024: Megalopolis (Regie: Francis Ford Coppola)
- 2024: Queer (Regie: Luca Guadagnino)
- 2024: Pavements
- 2024: The Last Showgirl